# Araeoncus subniger
Araeoncus subniger là một loài nhện trong họ Linyphiidae.
Loài này thuộc chi Araeoncus. Araeoncus subniger được Herman Theodor Holm miêu tả năm 1962.